# Duy Châu
Duy Châu is een xã in het district Duy Xuyên, een van de districten in de Vietnamese provincie Quảng Nam.
Duy Châu ligt op de zuidelijke oever van de Thu Bồn en de Bà Rén en op de noordelijke oever van het Vĩnh Trinhmeer. Duy Châu heeft ruim 8.000 inwoners op een oppervlakte van 12,6 km².